# 1981 Голяма награда на Сан Марино
1981 Голяма награда на Сан Марино е 1-вото за Голямата награда на Сан Марино и четвърти кръг от сезон 1981 във Формула 1, провежда се на 3 май 1981 година на пистата Имола близо до град Имола, Италия.

## Репортаж
След като е домакин на прединшната ГП на Италия, за този сезон Имола отново провежда състезание от най-високия ешелон в моторспорта, този път състезанието е преименувано на Голяма награда на Сан Марино, тъй като Монца си върна правото да проведе ГП на Италия. Единствената промяна по трасето е разширяването на шикана Аква Минерале, след като предишната конфигурация е често критикувана от пилотите.
Големият липсващ от отборите е Лотус. След като забраната на отбора от ФИА да използва болида Лотус 88 не е премахната, Колин Чапман реши да не изпрати отбора си в Имола. С отказването на Лотус, пилотите са отново 30. Това е заради първото появяване на Толеман във Формула 1, като техни пилоти са Брайън Хентън (който има зад гърба си четири ГП-та от общо девет участия) и Дерек Уорик (който заедно с Хентън доминираха Формула 2 миналия сезон). Тирел извикаха 24-годишния италианец Микеле Алборето да бъде съотборник на Еди Чийвър, като също така носи със себе си спонсори за подпомагане финансирано на тима. Германският АТС увеличи отбора си на два болида като шведа Слим Боргуд ще си партнира с холандеца Ян Ламерс.

### Квалификация
Жил Вилньов зарадва феновете на Ферари с пол-позиция, първа за скудерията от преди две години. Лидерът в генералното класиране при пилотите Карлос Ройтеман записа време, седем десети по-бавно от канадеца. Втората редица е окупирана от пилотите на Рено, Рене Арну и Ален Прост. Топ 10 окупират още Нелсън Пикет, Дидие Пирони, Джон Уотсън, Алън Джоунс, Рикардо Патрезе и Жак Лафит. Аржентинският състезател на Осела, Мигел Анхел Гуера се класира за първото си състезание след три неуспешни опита, докато дебютанта в АТС, Слим Боргут се добра до последното място на стотни пред времето на италианеца Зигфрид Стор от Ероуз.

### Състезание
След силния дъжд около неделя сутрин, състезанието се проведе в мокри условия. Всички пилоти с изключение на Марк Сюрер, са с гуми за мокър асфалт. Жил Вилньов запази лидерството си след старта, преследван от Уилямс-а на Ройтеман. На завоя Вилньов (преименуван на пилота на Ферари, който имаше инцидент в предишното състезание провело се на това трасе), аржентинеца е изпреварен и от второто Ферари управлявано от Пирони за радост на феновете в червено. Междувременно първото ГП на Гуера завърши още преди да преполови първата обиколка, след сблъсък с Марч-а на Елисео Салазар, нанасяйки тежки повреди по предната част на Осела-та при още един удар в предпазните огради. Предната част на болида трябваше да бъде премахната, за да може да измъкнат Гуера, който в крайна сметка получи контузия.
Пилотите на Уилямс, Ройтеман и Джоунс се бореха за трето място, преди австралиеца да направи атака в края на втората обиколка. Аржентинецът обаче затвори вратата на Джоунс, от което дясната страна на предното крило се отчупи и Джоунс пропадна до последно място, след принудително влизане в бокса. Салазар загуби контрол върху болида си на старт-финалната права, но се измъкна с повредено предно крило. Проблеми по скоростната кутия още от началото на състезанието, принуди Ален Прост да стане първият от групата на челниците да напусне надпреварата след четвъртата обиколка.
След сблъсъка си с Джоунс, Ройтеман запази третото място, преди управлявания болид на Ероуз на Рикардо Патрезе да мине пред аржентинеца за третото място. Всъщност Ероуз, Тирел и Фитипалди използват за това състезание ново хидравлично окачване, което се използва и от Брабам и това е причината Патрезе да поддържа добро темпо с пилотите на Ферари. Джон Уотсън спря в бокса в края на петата обиколка, след като повреди предното си крило поради завъртане и се върна на трасето със сухи гуми на 20-а позиция. В същата обиколка Рене Арну загуби контрол на своето Рено, което даде шанс на втория Брабам, управляван от Хектор Ребак да го задмине.
В 14-а обиколка, Вилньов посети механиците си на Ферари за смяна от мокри на сухи гуми. Скоро това се оказа катастрофално, след като лек дъжд удари трасето, което принуди канадеца отново да спре в бокса, пращайки го 14-и в края на 17-а обиколка. Вилньов не е единственият пилот, който е ударен от лош късмет, тъй като лекия дъжд също така навреди надпреварата на Уотсън, Сюрер и Джоунс. Пирони взе водачеството и поведе в голяма част от състезанието преди Нелсън Пикет, който направи добър напредък, след като се свлече до 9-о място в края на първата обиколка да изпревари французина, за да пое водачеството. Еди Чийвър и Бруно Джакомели се удариха в 28-ата обиколка, пращайки двамата към оградите. След като е изпреварен от Пикет, Пирони е посредством изпреварен и от Ероуз-а на Патрезе, Ройтеман и Ребак. Причината за това се оказа проблем по болида на Ферари като накрая завърши състезанието 25 секунди от Пикет.
За Пикет това е първа победа за този сезон, след трудното начало на сезон 1981, докато за Патрезе това е втори подиум след този в Бразилия. С третото място и с финиширането на Джоунс извън зоната на точките, Ройтеман запази лидерството си при пилотите. Андреа де Чезарис постига първите си точки след като завърши шести, пред Жил Вилньов който направи добър напредък от 17-а позиция, за да завърши седми. Другите пилоти които финишираха са Арну, Сюрер, Уотсън, Патрик Тамбей, Джоунс и Слим Боргут.

## Резултати
| Поз | No | Пилот             | Конструктор    | Обиколки | Време/Отпадане | Място | Точки |
| --- | -- | ----------------- | -------------- | -------- | -------------- | ----- | ----- |
| 1   | 5  | Нелсън Пикет      | Брабам-Форд    | 60       | 1:51:23.97     | 5     | 9     |
| 2   | 29 | Рикардо Патрезе   | Ероуз-Форд     | 60       | + 4.58         | 9     | 6     |
| 3   | 2  | Карлос Ройтеман   | Уилямс-Форд    | 60       | + 6.34         | 2     | 4     |
| 4   | 6  | Ектор Ребаке      | Брабам-Форд    | 60       | + 22.89        | 13    | 3     |
| 5   | 28 | Дидие Пирони      | Ферари         | 60       | + 25.87        | 6     | 2     |
| 6   | 8  | Андреа де Чезарис | Макларън-Форд  | 60       | + 1:06.61      | 14    | 1     |
| 7   | 27 | Жил Вилньов       | Ферари         | 60       | + 1:41.97      | 1     |       |
| 8   | 16 | Рене Арну         | Рено           | 59       | + 1 Об.        | 3     |       |
| 9   | 14 | Марк Сюрер        | Инсайн-Форд    | 59       | + 1 Об.        | 21    |       |
| 10  | 7  | Джон Уотсън       | Макларън-Форд  | 58       | + 2 Об.        | 7     |       |
| 11  | 33 | Патрик Тамбе      | Теодор-Форд    | 58       | + 2 Об.        | 16    |       |
| 12  | 1  | Алън Джоунс       | Уилямс-Форд    | 58       | + 2 Об.        | 8     |       |
| 13  | 10 | Слим Боргуд       | АТС-Форд       | 57       | + 3 Об.        | 24    |       |
| НКл | 25 | Жан-Пиер Жабуй    | Лижие-Матра    | 45       | Не е класиран  | 18    |       |
| Отп | 17 | Елисео Салазар    | Марч-Форд      | 38       | Завъртане      | 23    |       |
| Отп | 4  | Микеле Алборето   | Тирел-Форд     | 31       | Сблъсък        | 17    |       |
| Отп | 32 | Бепе Габиани      | Осела-Форд     | 31       | Сблъсък        | 20    |       |
| Отп | 23 | Бруно Джакомели   | Алфа Ромео     | 28       | Сблъсък        | 11    |       |
| Отп | 3  | Еди Чийвър        | Тирел-Форд     | 28       | Сблъсък        | 19    |       |
| Отп | 22 | Марио Андрети     | Алфа Ромео     | 26       | Ск.кутия       | 12    |       |
| Отп | 20 | Кеке Розберг      | Фитипалди-Форд | 14       | Двигател       | 15    |       |
| Отп | 26 | Жак Лафит         | Лижие-Матра    | 7        | Окачване       | 10    |       |
| Отп | 15 | Ален Прост        | Рено           | 3        | Ск.кутия       | 4     |       |
| Отп | 31 | Мигел Анхел Гуера | Осела-Форд     | 0        | Инцидент       | 22    |       |
| НКв | 30 | Зигфрид Стор      | Ероуз-Форд     |          |                |       |       |
| НКв | 18 | Дерек Дейли       | Марч-Форд      |          |                |       |       |
| НКв | 9  | Ян Ламерс         | АТС-Форд       |          |                |       |       |
| НКв | 21 | Чико Сера         | Фитипалди-Форд |          |                |       |       |
| НКв | 36 | Дерек Уорик       | Толеман-Харт   |          |                |       |       |
| НКв | 35 | Брайън Хентън     | Толеман-Харт   |          |                |       |       |
| Отк | 11 | Елио де Анджелис  | Лотус-Форд     |          |                |       |       |
| Отк | 12 | Найджъл Менсъл    | Лотус-Форд     |          |                |       |       |

## Класиране след състезанието
| Поз | Пилот           | Точки |
| --- | --------------- | ----- |
| 1   | Карлос Ройтеман | 25    |
| 2   | Нелсон Пикет    | 22    |
| 3   | Алън Джоунс     | 18    |
| 4   | Рикардо Патрезе | 10    |
| 5   | Ален Прост      | 4     |

| Поз | Конструктор | Точки |
| --- | ----------- | ----- |
| 1   | Уилямс-Форд | 43    |
| 2   | Брабам-Форд | 25    |
| 3   | Ероуз-Форд  | 10    |
| 4   | Рено        | 6     |
| 5   | Алфа Ромео  | 3     |